# Leucochimona hyphea
Leucochimona hyphea är en fjärilsart som beskrevs av Pieter Cramer 1776. Leucochimona hyphea ingår i släktet Leucochimona och familjen Riodinidae. Inga underarter finns listade i Catalogue of Life.